# Ocnophila ramulus
Ocnophila ramulus är en insektsart som först beskrevs av Giglio-Tos 1898.  Ocnophila ramulus ingår i släktet Ocnophila och familjen Diapheromeridae. Inga underarter finns listade i Catalogue of Life.